# こきんちゃん
こきんちゃん（英語: Kokin-chan）は、東京都小金井市のマスコットキャラクターである。スタジオジブリの宮崎駿がデザインを考えた。

## 概要
小金井市が2008年で市制施行50周年となることを記念し制作された。キャラクターデザインを手掛けたのはスタジオジブリのアニメ監督である宮崎駿で、スタジオジブリが小金井市にあり宮崎駿が同市の名誉市民となっていることが縁で実現した。名前は公募で決定された。
2010年8月2日より、こきんちゃんに特別住民票が交付された。